# Хаммадіди
Хаммадіди (араб. الحمّاديون‎) — середньовічна берберська династія і держава, що утворилася внаслідок відокремлення від держави Зірідів в 1014 році. Тривалий час боролася за гегемонію в Магрибі та Іфрикії. Зрештою, разом із гілкою зірідів 1152 року була підкорена Альмохадами.

## Історія

### Передумови
З середини X ст. в центральному Магрибі затвердилися Зіріди, що з 973 року фактично стали незалежними від Фатімідського халіфату.

### Становлення династії
З кінця 980-х років Хаммад ібн Булуггін з династії Зірідів, поступово набуває впливу в східному Магрибі. Він особливо посилився внаслідок успішних кампанії 999—1005 років проти берберів-зената, васалів Кордовського халіфату. 1007 року засновується нова резиденція Бені-Хаммад. 1008 року Хаммад ібн Булуггін фактично здобуває незалежність від Зірідів. 1014 року оголошує про визнання сюзереном сунітського аббасидського халіфу, що стало офіційним розірванням відносин з шиїтами Зірідами і Фатімідами. Внаслідок успішної війни 1015—1018 років проти Зірідів, Хаммад здобуває незалежність, засновує власну династію та державу. Багато приділяв зміцненню кордонів та розбудові міст.
Наступний емір Каїд ібн Хаммад активізував зовнішню політику. У 1038 року захопив Феський емірат. Але виступ проти нього військ Зірідів в 1040 році змусив Каїда відступити з Фесу. Після успішної оборони від Зірідів намагався перейти у наступ в Іфрикії, проте невдало. Також не просунувся у намаганні встановити зверхність над Феським еміратом. В наступні роки активність проти сусідів згортається.
У 1048 році Хаммадіди підтримали похід бедуїнським племен Бану-хілаль і Бану-сулайм, які спрямував на зірідську Іфрикію фатімідський халіф Єгипту Мустансир. Водночас визнав зверхність останнього. Це дало змогу у 1051—1053 роках розширити володіння за рахунок Зірідів, а також поставити в Тунісі й Сусі залежних емірів.
1060 року вдалося на нетривалий час зайняти Феський емірат. За правління Ан-Насіра ібн Алнаса держава досягла вищого ступеню потуги. 1064 року війну з Зірідами було поновлено через намагання тих відновити кордони своєї держави. 1077 року було укладено мирний договір з Зірідами. Втім протистояння з останніми тривало.
Водночас східною столицею стає Насірія (Беджая). Це набуло особливої ваги з огляду наступу Альморавідів, які 1066 року підкорили Іфранідів з Тлемсену. В кампанії 1083 року Хаммадіди зазнали поразки. втративши міста Тенес, Оран і Алжир. Водночас небезпеку становило бедуїнське плем'я Бану-хіляль, що захопило землі навколо Константіни, загрожуючи володінням Хаммадидів в центральному Магрибі та їх впливу в Іфрикії. З огляду на ці загрози в 1090 році столицю держави було перенесено до Насірії.
1102 року Хаммадіди перейшли у наступ проти Альморавідів, захопивши Тлемсен, відтіснивши супротивника до Фесу. 1128 року вдалося захопити Туніс та усю прибережну територію північної Іфрикії, а також острів Джерба. Також було завдано поразки бедуїнам-хілаль, завдяки чому захоплено область Ходна.

### Занепад і кінець династії
У середини 1130-х років накопичилися значні зовнішні проблеми: напади бедуїнів племені Бану-хіляль, атаки генуезців та пізанців на прибережні міста, наступ норманів з Сицилії. Водночас доводилося придушувати повстання берберів в середині країни. Незважаючи на це, Хаммадіди стала правителями Іфрикії, встановивши всюди залежних правителів. 1144 року було укладено союз з Альморавідами проти Альмохадів. В 1148 році флот норманського Сицилійського королівства на чолі з Георгієм Антіохійським захопив більшість прибережних міст Іфрикії, зокрема Махдію, Сус і Сфакс.
1151 року почалася відкрита війна з Альмохадами. До 1152 року було втрачено Тлемсен, Оран і Алжир. 1152 року Хаммадіди зазнали від Альмохадів нищівної поразки, після чого втратили Беджайю (Насірію).
Невдовзі емір Ях'я ібн Абд аль-Азіз зрікся влади і здався альмохадським військам.

### Еміри
- Хаммад ібн Булуггін (1014—1028)
- Каїд ібн Хаммад (1028—1054)
- Мухсін ібн Каїд (1054—1055)
- Булуггін ібн Мухаммад (1055—1062)
- Ан-Насір ібн Алнас (1062—1088)
- Аль-Мансур ібн ан-Насір (1088—1104)
- Бадіс ібн аль-Мансур (1104)
- Абд аль-Азіз ібн Аль-Мансур (1104—1121)
- Ях'я ібн Абд аль-Азіз (1121—1152)

## Економіка
Було розвинуте скотарство, частково землеробство. Найбільший зиск отримували від транссахарської торгівлі, рибальства, вилову коралів та перлів. Важливими портами і торгівельними центрами були Алжир, Аннаба, Тлемсен, Насірія.

## Культура
Хаммадіди багато будували. Відомо про їх 5 палацових комплексів, які натепер знищені. Також деяке уявлення про архітектуру часів цієї династії свідчать руїни в їх столицях Бені-Хаммад та Насірія (Беджая). Зберіглася лише фортеця Каср аль-Манар.